# Етикет
Вижте пояснителната страница за други значения на Етикет.
Етикет (на френски: etiquette – надпис, и оттук смислово със значение на „предписание“) е код на поведение, набор от неписани, но общоприети правила и норми на поведение в дадена социална група. Определени морални правила и маниери на поведение се зараждат най-напред в XIV век в Италия, където по това време социалната същност и култура излизат на преден план. Думата обаче става популярна, когато се заражда като понятие във Франция по времето на Луи XIV.
Думата етикет е тясно свързана с морал, социален статут, култура, мода, етика и поведение. Етикетът се различава значително в зависимост от страната, социалната среда и епохата.

## Исторически сведения
През 1788 г. благородникът Адолф Фрайхер фон Книге пише бестселъра „За общуването между хората“. От този момент нататък той се смята за баща на добрия тон, а книгата му е стандарт за изискани обноски и безупречно поведение в обществото. Макар оттогава много неща да са променени, идеята му за безпрепятствено, свободно и приятно общуване между хората от различни класи, ранг или произход е все толкова актуална.

## Правила на етикета
Етикетът се занимава с добрите обноски и тяхното прилагане, правилно поведение в работата и ежедневието.

### Добри обноски
| „ | Етикетът казва коя вилица да бъде използвана. Добрите обноски – какво да правим, когато някой до нас не използва правилната. | “ |

Добрите обноски са незадължително наложени стандарти на поведение, които демонстрират, че човек е благовъзпитан, любезен и вежлив, както и изтънчен (на английски: refined, буквално рафиниран).

#### Правила за поздрав
Поздравът е олицетворение на учтивостта и често не е толкова елементарен. Дори при елементарни поздрави като „Здравей, как си?“ е възможно да се допуснат множество грешки. Важно е кой кого поздравява и по какъв начин. По-нисшият по ранг поздравява по-висшестоящия; по-младият поздравява по-възрастният, а господинът поздравява дамата. Това не е толкова просто, когато се срещат лица с различен социален статут. Тогава длъжността е водеща през възрастта, пола и професионалното образование. Спазването на тези правила е форма на уважение. Така непознатият трети наблюдател винаги може да се ориентира кой кой е в йерархията според поздрава.
Поздравът с ръкостискане е основно обществено прието правило за поведение. Тук, правилото кой на кого продава ръка е обратно на поздрава – висшестоящият подава ръка на нисшестоящия; дамата на господина; по-възрастният на по-младия. В забързаното ежедневие това не се прилага задължително. Приема се, че пръв поздравява онзи, който пръв е забелязал другия. По този начин се избягват дълги разсъждения. Често в деловите среди ръкостискането се свежда до минимум. Здрависване с две ръце при запознаване за първи път с хора от професионалния си живот е неприемливо. Важно е зачитането на личното пространство по време на ръкостискане. Така се показва уважение. Важно е да бъдат поздравени и по-маловажните, т.е. незаслужаващите поздрав. Подобно поведение е въпрос на възпитание и стил. Ако ситуацията предполага седнало положение, например официален обяд, и е необходим поздрав с ръкостискане, е прието ставане при поздрав, без значение от пола на двамата участници в поздрава. Изключение правят само възрастни и болни лица. При ставане се закопчава поне едно копче на сакото.
Като цяло целуването на ръка се смята за старомодно (ретроградно), но е добре прието на официални празнични случаи, например оперен бал. При целуването на ръка, господинът трябва на целуне безшумно дамата, като устните му никога не докосват ръката ѝ. Така се избягват проблеми ако дамата носи луксозни ръкавици.
Алокада идва от латински през италиански и означава две неща – церемониално докосване на рамото със сабя при посвещаване в рицарство, както и поздрав с целувка по бузата. Смята се, че така са се поздравявали ранните християни, за да не привличат вниманието на преследвачите си.

### Етикет на личния живот

#### Правила на облеклото
Облеклото трябва да бъде съобразено с вида и формолноста на повода. Има поводи, които заслужават специално облекло, и облекло което може да се носи само при определени поводи. Изключение правят карнавалите.